# Porte-queue d'Acadie
Satyrium acadica
Espèce
Le Porte-queue d'Acadie (Satyrium acadica) est une espèce de lépidoptères de la famille des Lycaenidae et de la sous-famille des Theclinae.

## Dénomination
Satyrium acadicum a été nommé par William Henry Edwards en 1862.

### Sous-espèces
- Satyrium acadica coolinense (Watson et Comstock, 1920)
- Satyrium acadica montanense (Watson et Comstock, 1920)
- Satyrium acadica watrini (Dufrane, 1939)[1]

### Noms vernaculaires
Le Porte-queue d'Acadie se nomme Acadian Hairstreak  en anglais.

## Description
C'est un petit papillon plus grand que les autres porte-queue, au dessus marron clair.
Le revers est beige grisé orné de petits points noirs cerclés de blanc et d'une ligne submarginale de taches orange aux postérieures et une lunule anale bleue.

### Chenille
Sa chenille est verte ornée de deux lignes blanches.

## Biologie

### Période de vol et hivernation
Il vole en une génération, de fin juin à mi-août.

### Plantes hôtes
Ses plantes hôtes sont des saules (Salix).

## Écologie et distribution
Il est présent en Amérique du Nord, dans le centre et le nord des USA et au Canada dans le sud du Québec, de l'Ontario et des provinces des Prairies.

### Biotope
Il réside dans les zones humides où croissent des saules.

### Protection
Pas de statut de protection particulier.